# Jocelyne Blouin
Pour les articles homonymes, voir Blouin.
Jocelyne Blouin (17 octobre 1950 - 27 mai 2019) est une météorologue québécoise diplômée et une présentatrice de météo au Canada. 
Elle a travaillé à la Société Radio-Canada de 1978 à 2011 où elle était connue pour ses bulletins télévisuels réguliers.

## Biographie

### Études
Née le 17 octobre 1950, Jocelyne Blouin a obtenu un baccalauréat spécialisé en physique de l’Université du Québec à Montréal (UQAM) en 1973,. Elle est ensuite engagée par Environnement Canada et suit le cours de formation des météorologues opérationnels. Elle obtient ainsi le certificat en météorologie de l'UQAM en 1974. Jocelyne Blouin a également complété la partie académique d’une maîtrise en météorologie en 1986,.

### Carrière
Son premier poste pour le Service météorologique du Canada (SMC) en 1974 est à Edmonton, Alberta. Durant ces premières années, elle donne des cours de météo aux scouts de mer et participe à l’émission du matin de CHFA Radio-Canada,.
En 1976, le SMC la rapatrie à Montréal où elle travaillera jusqu'en 1980. En 1978, Radio-Canada lui offre un poste à temps partiel comme présentatrice météo. Elle donnera sa démission au SMC en juillet 1980 pour se consacrer à temps plein à ce nouvel emploi. 
En septembre 2005, Radio-Canada la retire de la caméra, officiellement ce choix était dû à une « période de transition et d'essais ». Elle ne devait apparaître à l'écran que pour des événements particuliers. Plusieurs plaintes furent déposées à cet égard et finalement, Jocelyne Blouin retrouve son poste la semaine suivante. 
Au fil des années, elle a vulgarisé la météorologie et les notions afférentes comme le réchauffement planétaire au cours de ses interventions quotidiennes ou comme invitée dans des émissions scientifiques.
En juin 2011, elle annonce son départ du Téléjournal pour prendre sa retraite après 33 ans avec la Télévision de Radio-Canada. Elle est remplacée par Pascal Yiacouvakis,. Au cours de sa carrière, elle aura présenté près de 15 000 bulletins météo.
Le 12 juillet 2016, Mme Blouin et Jean-Charles Beaubois, l'ancien directeur du département météorologie de la Radio-Télévision belge (RTB), ont lancé l'application Blisly. Ce programme pour téléphone mobile offre des indices de risque de santé personnalisés dus à des facteurs météorologiques aggravants et est conçu pour aider les personnes souffrant d’allergies non alimentaires, de douleurs articulaires, de problèmes respiratoires ou cardiaques ou de migraines.
Jocelyne Blouin est décédée d'un cancer le 27 mai 2019 à Longueuil (Québec, Canada),,.

## Honneurs
Jocelyne Blouin est la récipiendaire de nombreux prix nationaux et internationaux. En 1993, elle reçoit le prix Alcide-Ouellet, du nom d'un météorologue canadien célèbre. Lors du Festival international de la météo, elle reçoit le Prix du meilleur reportage météo et environnement en 1999, le Prix des scientifiques 2000 et le Prix du meilleur reportage météo et environnement en 2002,. 